# Светлосянка
Светлосянката е средство в изобразителното изкуство, фотографията и киното, за създаване на илюзия за обем и пластичност, в иначе двуизмерна повърхност.

## История
В изкуството на Древен Египет светлосянката е непозната. Художниците използват цветно петно и контур, което прави творбите им плоски и декоративни.
Предполага се, че светлосянката е открита през Античността в Древна Гърция. Според Плиний Стари, древногръцките живописци Апелес, Зефкис, Парасий и други са използвали светлосянка. Въпреки че не са запазени техни произведения, съхранените римски стенописи в Помпей и Фаюмските портрети потвърждават думите на древноримския писател.
Макар и опростена и условна, светлосянката се използва в иконописта и в ранното западноевропейско средновековно изкуство.
Основите на съвременното разбиране за светлосянката са поставени по времето на италианския Ренесанс. От този период датира терминът киароскуро (на италиански: Chiaroscuro) или „светлосянка“. Джото е един от първите художници, служили си целенасочено със светлосянка. Леонардо да Винчи е посветил голяма част от времето си на нейното изучаване. Той създава особен тип светлосянка, при която липсват резки преходи между светло и тъмно. Този приглушен тип светлосянка, наречен „сфумато“, той използва в картината си „Мона Лиза“. Противоположен на него е изобретеният от Микеланджело да Караваджо през 16 век метод, при който фигурите и предметите се изобразяват в контрастни светлосенки, осветени от сноп силна светлина. Маниерът на Караваджо става популярен през 17 век в Западна Европа и поражда направленията караваджизъм и луминизъм. Силно повлияни от драматичната светлосянка на Караваджо са Рубенс, Диего Веласкес и Рембранд.
В графиката, където светлините и сенките са основно изразно средство, светлосянката е от особено голямо значение. Нейни майстори са: Рембранд, Франсиско Гоя и Оноре Домие.
В изкуството на големите художници светлосянката, освен обичайната си задача – да създава усещане за обемност, изпълнява и други функции. Тя служи за подчертаване на важното и оставяне на заден план на второстепенното, както и за внасяне на драматизъм и емоционалност в изображението.

## Елементи на светлосянката
- осветена част – тази част от обекта, върху която попада непосредствено светлината, в резултат на което е най-ярко осветена.

- блик – ярко петно, получено в резултат на отражението на светлинните лъчи от гланцирана повърхност.

- полутон – слаба сянка, получаваща се когато осветената повърхност е разположена под неголям ъгъл, спрямо посоката на светлината.

- колонна сянка – най-тъмната част на обекта. Появява се там, където светлинните лъчи нямат достъп. Най-ясно изразена е върху цилиндрични предмети, (например колона) откъдето идва и названието ѝ.

- рефлекс – слабо осветено петно в областта на сянката, получено в резултат на рефлектиране на светлината от околните предмети.

- хвърлена сянка – сянката, която хвърля обектът. Пада в посока противоположна на тази, от която идват светлинните лъчи.

## Във фотографията
Светлосянката е сред основните изразни средства в художествената фотография. Принципите ѝ тук са подобни на тези в изобразителното изкуство. Фотографът може да контролира светлосенъчното изграждане на творбата си, чрез подбор на момента от денонощието, в който да заснеме обекта, използвайки допълнителен източник на светлина и чрез манипулации във фотолабораторията.

## В киното
В художественото и авторско кино, режисьорите обръщат голямо внимание на светлината в кадрите. Важна значение в това отношение има кинооператорът.
Сред авторите, отдаващи особено значение на светлината в своите филми, могат да се посочат Ингмар Бергман, Акира Куросава, Андрей Тарковски, а в България – режисьорът Въло Радев и кинооператорът Димо Коларов.

## Галерия
- Портрет от оазиса Фаюм, 3 – 2 век пр.н.е. – лицето е пластично моделирано с помощта на светлосянка.
- Леонардо да Винчи – светлосенъчна рисунка на драперия върху човешка фигура.
- „Свети Павел, ослепен от божествената светлина“, 1600 – 1601 г. – Караваджо.
- „Трите кръста“ – офорт на Рембранд от 1653 г.